# Byureghavan
Byureghavan, Byuregavan ou Bureghavan (en arménien Բյուրեղավան) est une ville du marz de Kotayk, en Arménie. Fondée en 1945, la ville compte 8 345 habitants en 2008.
La principale activité économique y est l'industrie manufacturière.